# Melinda De Cock
Melinda Catharina De Cock (roepnaam Mel) is een personage uit de Vlaamse ziekenhuisserie Spoed dat werd gespeeld door Chadia Cambie. Ze was een vast personage van 2003 tot 2004 en maakte nog een aantal gastoptredens in 2005, 2007 en 2008.

## Personage
Mel volgt in seizoen 5 verpleegster Fatima El Khaoui op. Bij haar aankomst in het team trekt ze meteen veel mannelijke aandacht, vooral van Cisse, Bob en natuurlijk Jos. Ze maakt gebruik van de ruzies tussen Jos en Fien om met hem nog even een relatie te beginnen.
Ze krijgt het niet gemakkelijk wanneer ze Steven Hofkens, een dokter uit het andere team die een keer komt invallen, moet assisteren bij een patiënt. Hij snauwt haar voortdurend af en beschuldigt haar zelfs van de dood van de patiënt, terwijl dit eigenlijk zijn eigen fout was. Wanneer nadien blijkt dat Hofkens een vaste benoeming krijgt in het team van Luc Gijsbrecht, zit Mel dan ook met de handen in het haar. Later blijkt dit terecht te zijn, want Hofkens blijft aanvankelijk erg arrogant tegenover haar en vraagt zelfs meermaals expres een andere verpleegster om hem te assisteren terwijl Mel beschikbaar is.
Aan het eind van seizoen 6 vindt een gewelddadige gijzeling plaats op de spoedafdeling. Mel probeert samen met ambulancier Staf Costers te ontsnappen door de airconditioning die door het plafond loopt. De twee worden echter betrapt en onder vuur genomen. Mel komt er met de schrik van af, maar haar compagnon Staf is door het incident voor de rest van zijn leven invalide.
Intussen heeft de haat tussen haar en dokter Hofkens plaatsgemaakt voor liefde en worden ze een koppel. Wanneer ze aan het begin van seizoen 7 trouwen, wordt Mel overgeplaatst naar Heelkunde.
Wanneer verpleegster Lies Weemaes in seizoen 8 op ziekteverlof wordt gestuurd, komt Mel haar een tijdje vervangen. Ze vindt het een blij weerzien met haar collega's, dat maar van korte duur is.
In seizoen 11 komt ze weer in beeld. Ze werkt nog steeds op Heelkunde en is ook nog altijd gelukkig getrouwd met Steven. Ze willen graag een kind, maar door Stevens onvruchtbaarheid is dat niet evident. Ze besluiten een kindje uit Afrika te adopteren. Wanneer hen dit na lange tijd eindelijk lukt, blijkt hun kersvers zoontje Thabo een vreselijke nierziekte te hebben. Na een lange lijdensweg slagen de artsen er echter in om hem te genezen.

## Familie
- Steven Hofkens (echtgenoot)
- Thabo Hofkens (adoptiezoon met Steven)